# علم أعصاب التعدد اللغوي
علم أعصاب متعددي اللغات هو دراسة التعدد اللغوي في مجال علم الأعصاب. وتشمل هذه الدراسات تمثيل أنظمة اللغة المختلفة في الدماغ، وتأثيرات التعدد اللغوي على اللدونة العصبية او مطاوعة الدماغ، و الحبسة (فقدان القدرة على الكلام) في الأفراد متعددي اللغات وثنائيي اللغة ثنائيي النمط (الناس الذين يمكنهم التحدث بلغة إشارات واحدة ولغة شفوية واحدة). يتم إجراء دراسات عصبية لمتعددي اللغات باستخدام التصوير العصبي الوظيفي ،  علم الوظائف الكهربائية للأعضاء ، ومن خلال مراقبة الأشخاص الذين عانوا من تلفات في الدماغ.
يحتوي الدماغ على مناطق مخصصة للتعامل مع اللغة، وتقع في القشرة المحيطية في نصف الكرة الأيسر. تعتبر هذه المناطق ضرورية لأداء مهام اللغة، ولكنها ليست المناطق الوحيدة المستخدمة؛ حيث تنشط أجزاء متباينة من نصفي الدماغ الأيمن والأيسر أثناء إنتاج اللغة. يوجد لدى الأفراد متعددي اللغات قدر كبير من التشابه في مناطق الدماغ المستخدمة لكل لغة من لغاتهم. تم الحصول على رؤى في علم الأعصاب المتعلق بالتعدد اللغوي من خلال دراسة الأفراد متعددي اللغات الذين يعانون من فقدان القدرة على الكلام، أو فقدان لغة واحدة أو أكثر نتيجة لتلف في الدماغ. يمكن أن يظهر مرضى فقدان القدرة على النطق ثنائي اللغة أنماطًا مختلفة من التعافي؛ فقد يستعيدون لغة واحدة ولكن لا يستعيدون لغة أخرى، أو قد يستعيدون اللغتين في نفس الوقت، أو قد يخلطون بشكل لا إرادي بين لغات مختلفة أثناء إنتاج اللغة خلال فترة التعافي. يتم تفسير هذه الأنماط من خلال النظرة الديناميكية لفقدان القدرة على الكلام في ثنائي اللغة، والتي تنص على أن نظام التمثيل والتحكم في اللغة يتعرض للخطر نتيجة لتلف الدماغ.
وقد أجريت أبحاث أيضًا في علم الأعصاب لدى ثنائيي اللغة ثنائيي النمط، أو الأشخاص الذين يمكنهم التحدث بلغة شفهية واحدة ولغة إشارة واحدة. كما قدمت الدراسات التي أجريت على ثنائيي اللغة ثنائيي النمط نظرة ثاقبة حول ظاهرة طرف اللسان ، والذاكرة العاملة ، وأنماط النشاط العصبي عند التعرف على تعابير الوجه ، والإشارة، والتحدث.

## المحة العامة

### مركزية مناطق اللغة في الدماغ
يعتمد اكتساب اللغة لدى الأفراد متعددي اللغات على عاملين: عمر اكتساب اللغة والكفاءة.   يتركز التخصص في القشرة المحيطية في نصف الكرة الأيسر. يتم تنشيط مناطق مختلفة من نصفي الكرة المخية الأيمن والأيسر أثناء إنتاج اللغة. يظهر الأفراد متعددو اللغات باستمرار أنماط تنشيط مماثلة في الدماغ عند استخدام إحدى اللغتين أو أكثر من اللغات التي يعرفونها بطلاقة.  إن سن اكتساب اللغة الثانية أو اللغة الأعلى، وكفاءة الاستخدام يحددان مناطق الدماغ والمسارات المحددة التي تنشط عند استخدام (التفكير أو التحدث) باللغة. وعلى النقيض من أولئك الذين اكتسبوا لغات متعددة في نقاط مختلفة من حياتهم، فإن أولئك الذين يكتسبون لغات متعددة في صغرهم، وفي نفس الوقت تقريبًا، يظهرون نشاطًا مماثلًا في أجزاء من منطقة بروكا والفص الجبهي السفلي الأيسر. إذا تم اكتساب اللغة الثانية أو اللغة الأعلى في وقت لاحق من الحياة، وتحديدًا بعد الفترة الحرجة ، تصبح اللغة متمركزة في جزء مختلف من منطقة بروكا عن اللغة الأم واللغات الأخرى التي تم تعلمها في الصغر. 

### مرونة الدماغ في التعدد اللغوي
توجد كثافة أكبر من المادة الرمادية في القشرة الجذعية السفلى في الأفراد المتعددين اللغات. لقد تم العثور على أن اللغة المتعددة تؤثر على هيكل الدماغ و بنيته. تعلم لغات متعددة يعدّل الهيكل الدماغي ويقول بعض الباحثين أنه يزيد من قدرة الدماغ على المطاوعة( يزيد الدونة العصبية). تعلم اللغة يزيد من مرونة الدماغ وقدرته على تشفير المعلومات الجديدة. يلعب التعلم المبكر للغة دورًا كبيرًا في تشكيل دوائر الذاكرة لتعلم المعلومات الجديدة.  معظم هذه الاختلافات في هيكل الدماغ في المتعددة اللغات قد تكون جينية في الأساس.
لايوجد اتفاق حتى الان ولكن التعلم فد يكون مزيجا من التجربة (اكتساب اللغات أثناء الحياة) و العامل الموروث (قابلية اللدونة العصبية). 
يمكن للتجربة أن تغير وظيفة وبنية الدماغ. تعكس إمكانات الدماغ المرتبطة بالأحداث (ERPs) النشاط ما بعد المشبكي المتزامن في الخلايا العصبية الهرمية القشرية. يمكن استخدام تقنيات تخطيط موارد الدماغ (ERP) لتتبع التغيرات المرتبطة بالتعلم في وظائف المخ. تثير الشذوذات الدلالية موجة سلبية تشير إلى الفصل بين المعالجة الدلالية والنحوية 
تؤثر لدونة الدماغ المتزايدة عند الرضع على تطور اللغة في وقت لاحق.  تشير الدراسات الحديثة إلى أن التعرض القصير للغة في مرحلة الطفولة المبكرة يغير من كيفية معالجة الدماغ لاكتساب لغة ثانية . أظهر المشاركون في الدراسات الذين تعرضوا للغة مؤقتًا عندما كانوا رضعًا أو كانوا يتحدثون عدة لغات نشاطًا دماغيًا أكبر في أنماط الذاكرة العاملة غير اللفظية، مقارنة بالمتحدثين أحاديي اللغة.  يمكن تفسير مقياس الدوائر العصبية غير الملتزمة عند الأطفال في إدراك اللغة غير الأصلية في المراحل المبكرة من اكتساب اللغة. أظهرت الأبحاث أن الأطفال الذين يظهرون كفاءة في الإدراك الصوتي للغة غير لغتهم الأم في عمر 7 أشهر يكون تطورهم اللغوي أبطأ من أولئك الذين يظهرون كفاءة في الإدراك الصوتي لللغة الأم.  يدعم هذا البحث نظرية مغناطيس اللغة الأم/الالتزام العصبي التي اقترحتها باتريشيا ك. كول في الأصل. 

### الحبسة او فقدان القدرة على الكلام في متعددي اللغات
تم التوصل إلى رؤى حول تخزين اللغة في الدماغ من خلال دراسة الأفراد متعددي اللغات الذين يعانون من نوع من فقدان القدرة على الكلام . تعتمد أعراض وشدة فقدان القدرة على الكلام لدى الأفراد متعددي اللغات على عدد اللغات التي يعرفها الفرد، والترتيب الذي تعلمها به، وبالتالي تخزينها في الدماغ، والعمر الذي تعلمها فيه، ومدى تكرار استخدام كل لغة، ومدى كفاءة الفرد في استخدام هذه اللغات.   هناك طريقتان نظريتان رئيسيتان لدراسة وعرض حالات فقدان القدرة على النطق في تعدد اللغات - النهج المحلي والنهج الديناميكي. يرى النهج المحلي أن اللغات المختلفة مخزنة في مناطق مختلفة من الدماغ، وهو ما يفسر لماذا قد يفقد المصابون بالحبسة اللغوية المتعددة لغة واحدة يعرفونها، ولكنهم لا يفقدون اللغة (اللغات) الأخرى.  يقترح نهج النظرية الديناميكية (أو التمثيل المشترك) أن نظام اللغة يخضع لإشراف توازن ديناميكي بين القدرات اللغوية الموجودة والتغيير المستمر والتكيف مع المتطلبات الاتصالية للبيئة.    يرى النهج الديناميكي أن جوانب التمثيل والتحكم في نظام اللغة معرضة للخطر نتيجة لتلف مناطق اللغة في الدماغ.    يقدم النهج الديناميكي تفسيرًا مرضيًا لفترات التعافي المختلفة لكل لغة من اللغات التي تضررت أو فقدتها حالة فقدان القدرة على النطق بسبب تلف الدماغ. يختلف تعافي اللغات بين المرضى المصابين بفقدان القدرة على الكلام. قد يتمكن البعض من استعادة جميع اللغات المفقودة أو التالفة في نفس الوقت. بالنسبة للبعض، يتم استعادة لغة واحدة قبل اللغات الأخرى. في حالات أخرى، يحدث اختلاط لا إرادي للغات أثناء عملية التعافي؛ حيث يختلطون بين الكلمات من اللغات المختلفة التي يعرفونها عند التحدث.  يؤكد البحث من خلال الجمع بين النهجين في الفرضية المدمجة، أنه في حين تشترك اللغات في بعض أجزاء الدماغ، إلا أنه يمكن أيضًا تخصيصها لبعض المناطق المنفصلة المحايدة. 
يتم تقييم الحبسة في اللغات المتعددة (أو اللغات الثنائية) عادةً من خلال اختبار الحبسة الثنائي (أو BAT).يتكون الاختبارمن 3 أقسام يتعين على المرضى الإجابة عليها بشكل مستمر أثناء تسجيل إدارة الاختبار إجاباتهم. يتم توثيق أداء المرضى ثم معالجتها باستخدام برامج الكمبيوتر التي تحدد نسبة الدقة بالنظر إلى المهارة اللغوية المحددة.  يوجد مع الاختبار العديد من الإعدادات السريرية لديها نظام موحد لتحديد مدى الحبسة في المرضى المتعددين اللغات. 

### دراسات مسح التصوير المقطعي بالإصدار البوزيتروني PET على الأفراد ثنائيي النمط
وقد أجريت بحث علمي عصبي على الأفراد ثنائيي النمط - أولئك الذين يتحدثون لغة شفوية واحدة ولغة إشارة واحدة - أظهرت عمليات مسحات PET من هذه الدراسات أن هناك منطقة منفصلة في الدماغ لذاكرة العمل المتعلقة بإنتاج اللغة الإشارة واستخدامها. وتكتشف هذه الدراسات أيضًا أن الأفراد الثنائيين يستخدمون مناطق مختلفة من نصف الكرة اليمنى اعتمادا على ما إذا كانوا يتحدثون باستخدام اللغة الفموية أو يُومِئون باستخدام لغة الإشارة.  كما قدمت الدراسات مع الأفراد الثنائيي اللغة ثنائيي النمط نظرةً ثاقبةً على نهاية ظاهرة اللسان وعلى أنماط النشاط العصبي عند التعرف على تعبيرات الوجه. 

### دور نظام الرقابة التنفيذية في منع التداخل خلال الكلام
هناك آليات متطورة لمنع تداخل الكلام في الدماغ حيث يتم تخزين أكثر من لغة واحدة.  قد يتم دمج نظام التحكم التنفيذي لمنع اللغة من التدخل مع لغة الأخرى في اللغات المتعددة. نظام التحكم التنفيذي مسؤول عن العمليات التي يشار إليها أحيانًا باسم الوظائف التنفيذية ويشمل بين أمور أخرى نظام الإشراف على الانتباه، أو التحكم المعرفي. على الرغم من أن معظم البحوث حول نظام التحكم التنفيذي تتعلق بالمهام غير اللفظية ، إلا أن هناك بعض الأدلة على أن النظام قد يكون مساهم في حل النزاع الذي يولده اللغات المتنافسة المخزنة في دماغ متعددي اللغات.  أثناء إنتاج الكلام هناك حاجة مستمرة لتوجيه الانتباه إلى الكلمة المناسبة المرتبطة بالمفهوم، متطابقة مع اللغة المستخدمة. يجب وضع الكلمة في السياق الصوتي والرموي المناسب.  يستخدم متعددو اللغات باستمرار نظام التحكم التنفيذي العام لحل التدخلات / الصراعات بين اللغات المعروفة ، مما يعزز أداء النظام الوظيفي ، حتى في المهام غير اللفظية. في الدراسات، أظهرت المشاركون متعددة اللغات من جميع الأعمار قدرات التحكم التنفيذي بشكل عام. وقد يشير هذا إلى أن الخبرة متعددة اللغات تؤدي إلى نقل المهارات من اللغة الفصلية إلى غير الفصلية.  لا تظهر التحليلات المعدنية الأخيرة أي دعم لهذا الميزة المعرفية المفترضة.  لا توجد مجال محدد واحد للتحكم في اللغة في نظام التحكم العام للتنفيذ، كما تكشف الدراسات. تظهر الدراسات أن السرعة التي يقوم بها متعددي اللغات بتنفيذ المهام ، مع او بدون الوساطة المطلوبة لحل النزاع بين استخدام اللغة ، أفضل في المواد ثنائية اللغة من المواد احادية اللغة. 

### التأثيرات الصحية للتعدد اللغوي والثنائية اللغوية
وعلى الرغم من نمو التعدد اللغوي في مختلف أنحاء العالم، إلا أن هناك جدلاً حول التأثيرات الإيجابية والسلبية للثنائية اللغوية على تعليم الأطفال. لقد قدمت الدراسات جزءًا من الإجابة على أسئلة متكررة مثل: هل يعاني الأطفال ثنائيو اللغة من الضيق؟ هل التعدد اللغوي يجعل الأطفال أكثر ذكاءً؟ يزعم المدافعون عن التعدد اللغوي أن التحدث بلغة أخرى يساهم في نمو دماغ ذكي وصحي، في حين يصر معارضو التعدد اللغوي بشدة على أن التحدث بلغة أخرى لا يجعل الأطفال أكثر ذكاءً، بل على العكس من ذلك، فإنه يمكن أن يزعج رحلة التعلم الخاصة بهم.[بحاجة لمصدر]</link> قامت الباحثة إيلين بياليستوك بفحص تأثير التعدد اللغوي على مرض الزهايمر ووجدت أنه يؤخر ظهوره بحوالي 4 سنوات. توصلت دراسة الباحث إلى أن الأشخاص الذين يتحدثون لغتين أو أكثر أظهروا أعراض مرض الزهايمر في وقت لاحق مقارنة بالمتحدثين بلغة واحدة.  توصلت الدراسة إلى أنه كلما زادت اللغات التي يعرفها الشخص متعدد اللغات، تأخر ظهور مرض الزهايمر. العجز المعجمي ينتج عن اكتساب اللغة الثانية. 

### التصوير العصبي الوظيفي وتنظيم اللغة في الدماغ البشري
وقد توصلت الأبحاث في مجال علم الأعصاب الإدراكي إلى تحديد مناطق اللغة الكلاسيكية داخل القشرة المحيطية في نصف الكرة الأيسر. تعتبر هذه المنطقة ذات أهمية بالغة لتمثيل اللغة، ولكن تبين أن مناطق أخرى في الدماغ تعمل بنشاط في هذه الوظيفة أيضًا. يحدث التنشيط المرتبط باللغة في التلافيف الصدغية الوسطى والسفلى ، والقطب الصدغي، والتلافيف المغزلية، واللسان، وفي المناطق الجبهية الأمامية الوسطى (أي القشرة الجبهية الأمامية الظهرانية )، وفي الجزيرة. ويبدو أيضًا أن هناك نشاطًا في النصف الأيمن من الدماغ أثناء معظم مهام اللغة. 
تُخصص المجالات المتعلقة باللغة لمكونات معينة من معالجة اللغة (على سبيل المثال الدلالات المعجمية ). تتميز هذه المناطق وظيفيًا بأنظمة ذات صلة لغوية، مثل علم الأصوات، والنحو، والدلالات المعجمية - وليس في التحدث والقراءة والاستماع.  في الدماغ البشري الطبيعي، تكون المناطق المرتبطة بالمعالجة اللغوية أقل صلابة مما كان يعتقد سابقًا. على سبيل المثال، وجد أن زيادة الألفة مع لغة معينة تؤدي إلى انخفاض في نشاط الدماغ في القشرة الجبهية الظهرانية اليسرى ( مناطق برودمان ، 9، 10، 46).  

### إنتاج اللغة في ثنائيي اللغة
تتضمن الثنائية اللغوية استخدام لغتين من قبل فرد أو مجتمع. تركز دراسات التصوير العصبي للثنائية اللغوية بشكل عام على مقارنة المناطق النشطة عند استخدام اللغة الأولى (L1) واللغة الثانية (L2). تدرس دراسات إنتاج اللغة التي تستخدم أساليب التصوير العصبي الوظيفي التمثيل الدماغي لنشاط اللغة لدى ثنائيي اللغة. تفصل هذه الأساليب (مثل PET وfMRI) الأشخاص بشكل أساسي على أساس عمر اكتساب اللغة الثانية وليس على مستوى الكفاءة في اللغة الثانية.
مع استخدام التصوير المقطعي بالإصدار البوزيتروني في دراسة المتعلمين المتأخرين، وجد أن توزيع تدفق الدم الدماغي الإقليمي (rCBF) قابل للمقارنة بين L1 و L2. يؤدي تكرار الكلمات إلى تفعيل هياكل عصبية متداخلة عبر كلتا اللغتين؛ في حين أن الاختلافات في التنشيط العصبي لا تُلاحظ إلا في المنطقة اليسرى من الدماغ عندما يكرر الأفراد الكلمات في لغتهم الثانية. لذلك، تلعب الطبقة النطقية دورًا حاسمًا لأن عملية النطق تضع طلبًا أكبر على موارد الدماغ، عندما ينتج المرء لغة ثانية يتعلمها في وقت متأخر من الحياة. 
يتم استخدام مهام توليد الكلمات بما في ذلك توليد القافية (القواعد الصوتية)، وتوليد المرادفات (قواعد البحث الدلالي)، والترجمة (الوصول المعجمي إلى لغة أخرى) لمراقبة الدلالات المعجمية. لقد ثبت أن توليد الكلمات يسبب نشاطًا كبيرًا في القشرة الجبهية الظهرانية اليسرى (مناطق برودمان 9، 45، 46، 47). تم العثور على قدر كبير من التداخل في المناطق الأمامية، بغض النظر عن متطلبات المهمة (القوافي أو المرادفات) واللغة المستخدمة (L1 أو L2). يتم ملاحظة التنشيط الانتقائي في البطانة اليسرى عند إنشاء الكلمات في اللغة الثانية (أي زيادة rCBF في البطانة اليسرى الناتجة عن طرح L2-L1). حتى عندما يتم اكتساب اللغة الثانية في وقت لاحق من الحياة (حتى سن الخامسة)، فإن إنتاج اللغة الثانية في ثنائيي اللغة ذوي الكفاءة العالية يكشف عن تنشيط مناطق الدماغ المماثلة لتلك الموجودة في اللغة الأولى. 
لقد أدى توليد الكلمات (الطلاقة اللفظية الصوتية) أيضًا إلى بؤر أكبر لتنشيط الدماغ للغة (اللغات) الأقل طلاقة ضمن الأشخاص متعددي اللغات (كما لوحظ باستخدام التصوير بالرنين المغناطيسي الوظيفي). وبغض النظر عن اللغة، فإن التنشيط يوجد بشكل أساسي في القشرة الجبهية الأمامية اليسرى (القشرة الجبهية السفلية، والقشرة الجبهية الوسطى، والتلافيف الأمامية المركزية). بالإضافة إلى ذلك، يمكن ملاحظة التنشيط في المنطقة الحركية التكميلية والفص الجداري . يكون هذا التنشيط أكبر بالنسبة لـ L3 مقارنة بـ L2 وL1، وأقل بالنسبة لـ L1 مقارنة بـ L2. إن الإلمام باللغة يقلل من نشاط الدماغ المطلوب لاستخدامها. 

#### سن اكتساب اللغة الثانية
يبدو أن اكتساب اللغة يلعب دورًا كبيرًا في التنظيم القشري المشارك في معالجة اللغة الثانية. وباستخدام التصوير بالرنين المغناطيسي الوظيفي (fMRI)، تم العثور على تمثيلات L1 وL2 في أجزاء معزولة مكانيًا من القشرة الجبهية السفلية اليسرى لدى المتعلمين المتأخرين ( منطقة بروكا ). بالنسبة للمتعلمين في وقت مبكر، يتم تنشيط أجزاء مماثلة من منطقة بروكا لكلا اللغتين - بينما أظهر المتعلمون في وقت لاحق استخدام أجزاء مختلفة من منطقة بروكا. على النقيض من ذلك، هناك تداخل في المناطق النشطة في L1 وL2 داخل منطقة فيرنيك ، بغض النظر عن عمر اكتساب L2. 

#### تأثير إتقان اللغة على التمثيل القشري للغة الثانية
وعلى العكس من ذلك، فقد تم الإبلاغ أيضًا عن عدم وجود فرق في بعض الأحيان داخل القشرة الجبهية اليسرى عند مقارنة توليد الكلمات بين ثنائيي اللغة في وقت مبكر وثنائيي اللغة في وقت متأخر.  وقد أفيد بأن هذه النتائج قد تتعارض مع تلك المذكورة أعلاه بسبب اختلاف مستويات الكفاءة في كل لغة. وهذا يعني أن الفرد الذي يقيم في مجتمع ثنائي اللغة من المرجح أن يكون متمكناً بدرجة كبيرة من اللغتين، على عكس الفرد الثنائي اللغة الذي يعيش في مجتمع أحادي اللغة بشكل مهيمن. وبالتالي، فإن إتقان اللغة هو عامل آخر يؤثر على التنظيم العصبي لمعالجة اللغة لدى ثنائيي اللغة. 
باستخدام التصوير المقطعي بالإصدار البوزيتروني (PET)، أظهرت الأبحاث أن مناطق الدماغ النشطة أثناء الترجمة تقع خارج مناطق اللغة الكلاسيكية.  يؤدي الانتقال من L1 إلى L2 والعكس إلى تنشيط الحزام الأمامي والهياكل القشرية الثنائية (أي البطانة ورأس النواة المذنبة). يتم تفسير هذا النمط من حيث الحاجة إلى مزيد من التنسيق للعمليات العقلية. وبشكل أكثر تحديدًا، يتم تفضيل الدوائر الآلية على المسارات الدماغية لتسمية الكلمات. يعد تحويل اللغة مهمة أخرى حيث يكون نشاط الدماغ مرتفعًا في منطقة بروكا والتلفيف فوق الهامشي. وقد لوحظ هذا في الأصل من قبل بوتزل (1925، 1930) وليسشنر (1943) - حيث أفاد كل منهما أن المرضى الذين يعانون من آفات فوق الهامش كانوا يعانون من عيب في تبديل اللغات. 
لقد ثبت أن مناطق الدماغ المرتبطة بالذاكرة العاملة الصوتية تتمتع بنشاط أكبر لدى الأشخاص ثنائيي اللغة الذين يتقنون كلتا اللغتين باستخدام التصوير بالرنين المغناطيسي الوظيفي. يستخدم ثنائيو اللغة الذين يتمتعون بكفاءة متساوية الذاكرة العاملة أكثر من ثنائيي اللغة الذين لديهم كفاءة غير متساوية. يشير هذا إلى أن الاستخدام الأمثل للذاكرة العاملة الصوتية، وخاصة الجزيرة اليسرى والتلفيف الجبهي السفلي الأيسر، يرتبط باكتساب اللغة الثانية بشكل أكبر. 

#### الطلاقة اللغوية
تستخدم أغلب الدراسات التي تتضمن تحقيقات التصوير العصبي لإنتاج اللغة لدى ثنائيي اللغة مهام تتطلب معالجة كلمة واحدة - في الغالب في شكل مهام توليد الكلمات (الطلاقة).  تظهر مهام الطلاقة نشاطًا كبيرًا في القشرة الجبهية الظهرانية اليسرى.  إن طلاقة اللفظ الصوتي (طلاقة الحرف الأولي) تعمل على تنشيط التلفيف الجبهي السفلي الأيسر، والغطاء الجبهي الخلفي (Ba 44). ومع ذلك، فإن الطلاقة الدلالية تنطوي على تنشيط منفصل للمناطق الجبهية الأمامية (مناطق برودمان 45 و46). 
أظهرت أبحاث التصوير العصبي الوظيفي أن ثنائيي اللغة في وقت مبكر جدًا لا يظهرون أي فرق في نشاط الدماغ للغة الأولى والثانية - والذي يُفترض أن يكون بسبب الكفاءة العالية في كلتا اللغتين. بالإضافة إلى ذلك، في ثنائيي اللغة المتأخرين ذوي الكفاءة العالية، توجد شبكة عصبية مشتركة تلعب دورًا مهمًا في مهام إنتاج اللغة؛   بينما في ثنائيي اللغة المتأخرين، يتم تنشيط مناطق منفصلة مكانيًا في منطقة بروكا للغة الأولى والثانية.  وأخيرا، وجد أن النشاط الدماغي الأكبر يتم قياسه عندما يتم التحدث باللغة بطلاقة أقل من عندما يتم التحدث باللغات بطلاقة. بشكل عام، في ثنائيي اللغة/متعددي اللغات، فإن الكفاءة المكتسبة، وربما التعرض للغة، أكثر أهمية من سن الاكتساب في التمثيل الدماغي للغات.  ومع ذلك، بما أن عمر الاكتساب له تأثير قوي على احتمال تحقيق الطلاقة العالية، فإن هذه المتغيرات متشابكة بقوة.

### فهم اللغة عند ثنائيي اللغة
يدعم البحث بشكل عام الاعتقاد بأن فهم اللغة في الدماغ ثنائي اللغة قابل للتغيير.    يؤدي الاستماع إلى القصص باللغتين الأولى والثانية إلى أنماط مختلفة إلى حد كبير من النشاط العصبي لدى ثنائيي اللغة ذوي الكفاءة المنخفضة - بغض النظر عن عمر الاكتساب. يقترح بعض الباحثين أن مقدار إتقان الشخص للغة الثانية هو المسؤول عن الاختلافات المقاسة بين مجموعات المتعلمين المبكرين والمتأخرين.  وعلى وجه التحديد، فيما يتعلق بفهم اللغة السمعية لدى ثنائيي اللغة الماهرين الذين اكتسبوا اللغة الثانية بعد سن العاشرة (المتعلمين المتأخرين)، فإن المناطق العصبية النشطة متشابهة لكلا اللغتين. ومع ذلك، وكما أشرنا سابقًا، هناك عدد أقل من الأفراد الذين يصبحون على درجة عالية من الكفاءة في سن متأخرة من اكتساب المهارات.
تم استخدام تقنيات التصوير بالرنين المغناطيسي الوظيفي في أبحاث فهم اللغة لدى ثنائيي اللغة. كانت مجموعات اللغتين المتباعدتين إملائيًا وصوتيًا (الإنجليزية والماندرينية) هي أساس التحليل.  تم قياس فهم الجملة من خلال المحفزات المقدمة بصريًا، والتي أظهرت نشاطًا كبيرًا في العديد من المناطق الرئيسية: التلافيف الجبهية اليسرى السفلية والمتوسطة، والتلافيف الصدغية اليسرى العلوية والمتوسطة، والقطب الصدغي الأيسر، ومنطقة المحرك التكميلية الأمامية، والتمثيل الثنائي للمناطق الجدارية العلوية والمناطق القذالية. كما أظهر نشاط الدماغ لهاتين اللغتين المتباعدتين إملائيًا وصوتيًا تداخلًا مذهلاً (أي أن التباين المباشر لم يشير إلى اختلافات كبيرة). أدى فهم الكلمة الواحدة باستخدام اللغة الأولى إلى نشاط أكبر في القطب الصدغي مقارنة بفهم الكلمات في اللغة الثانية. تعطي دراسات فهم اللغة لدى ثنائيي اللغة باستخدام التصوير العصبي نتائج أكثر حسمًا من دراسات الإنتاج.

### النتائج العامة
يتم استخدام طرق التصوير العصبي الوظيفي مثل التصوير المقطعي بالإصدار البوزيتروني والتصوير بالرنين المغناطيسي الوظيفي لدراسة الآليات العصبية المعقدة لأنظمة اللغة البشرية. يتم استخدام التصوير العصبي الوظيفي لتحديد أهم مبادئ تنظيم اللغة الدماغية لدى الأشخاص ثنائيي اللغة. وبناءً على الأدلة، يمكننا أن نستنتج أن الدماغ الثنائي اللغة ليس عبارة عن إضافة نظامين لغويين أحاديي اللغة، بل يعمل كشبكة عصبية معقدة يمكن أن تختلف بين الأفراد. 
يتأثر نظام اللغة الثنائية اللغة بعوامل محددة يبدو أن الكفاءة هي الأكثر أهمية. أظهرت الأدلة المذكورة سابقًا أن التنشيط الدماغي التفاضلي في هياكل الدماغ الأمامية (على سبيل المثال با والعقد القاعدية) مرتبط بالأداء الضعيف في توليد الكلمات وإنتاجها. وفيما يتعلق بفهم اللغة، فإن الاختلافات في مستويات إتقان اللغة تؤثر على الفص الصدغي (القطب الصدغي بشكل خاص). في اللغة الأقل كفاءة، يكون النشاط الدماغي الأكبر مرتبطًا بإنتاج الكلام، بينما يكون النشاط الدماغي أقل مرتبطًا بفهم اللغة الأقل كفاءة.
لا يعد عمر الاكتساب مهمًا في أنشطة الفهم كما هو الحال في أنشطة الإنتاج.  ومع ذلك، هذا لا يعني أن عمر الاكتساب ليس عاملاً رئيساً في كفاءة اللغة الثانية. في الواقع، أثبتت الدراسات أن المتعلمين المتأخرين أقل كفاءة في اللغة الثانية من المتعلمين المبكرين.    كشفت طرق التصوير الوظيفي أن إبقاء الكفاءة ثابتة يؤدي إلى عدم وجود تأثير كبير لعمر الاكتساب على تمثيل L2 في الدماغ، ولكن هناك عدد أقل من الأفراد الذين يحققون كفاءة عالية في سن لاحقة من الاكتساب.

## اللدونة البنيوية
إن إتقان اللغة الثانية والعمر عند اكتسابها يؤثران على كثافة المادة الرمادية في الدماغ. إن قدرة الإنسان على تعلم لغات متعددة هي مهارة يُعتقد أنها تتوسطها تغيرات في اللدونةو وظيفية (وليس هيكلية) في الدماغ. يقال إن تعلم لغة ثانية يزيد من كثافة المادة الرمادية في القشرة الجدارية السفلية اليسرى، كما أن كمية إعادة التنظيم البنيوي في هذه المنطقة تتكيف مع الكفاءة المكتسبة والعمر عند اكتساب اللغة. وقد اقترح أن هذه العلاقة بين كثافة المادة الرمادية والأداء تشير إلى مبدأ عام لتنظيم الدماغ. 
هناك زيادة في كثافة المادة الرمادية في القشرة الجدارية السفلية اليسرى لدى ثنائيي اللغة مقارنة بتلك الموجودة في أحاديي اللغة. كثافة المادة الرمادية أكثر وضوحًا في ثنائيي اللغة في وقت مبكر مقارنة بثنائيي اللغة في وقت متأخر. وقد أظهرت الأدلة أيضًا أن الكثافة في هذه المنطقة تزداد مع إتقان اللغة الثانية وترتبط سلبًا بعمر الاكتساب. 
وقد ثبت أيضًا أن ثنائية اللغة تؤثر على المادة البيضاء في الدماغ، ويتجلى ذلك في زيادة تكوين الميالين لسلسلة من مسارات المادة البيضاء، بما في ذلك الجسم الثفني ، في ثنائيي اللغة البالغين المتتاليين الذين يستخدمون لغتهم الثانية بنشاط.  ويُعتقد أن هذه التأثيرات ترجع إلى المهارات التي تتطلب مهارات معرفية عالية في التعامل مع أكثر من لغة، وهو ما يتطلب اتصالاً أكثر كفاءة بين مناطق المادة الرمادية في الدماغ. وقد تم العثور على تأثيرات مماثلة لدى كبار السن ثنائيي اللغة مدى الحياة  والأطفال ثنائيي اللغة في نفس الوقت. 
هناك جدال حول ما إذا كانت التأثيرات المذكورة أعلاه هي نتيجة لاستعداد وراثي لزيادة الكثافة، بدلاً من إعادة التنظيم الهيكلي المرتبط بالخبرة.  من المرجح أن يتم اكتساب اللغة الثانية من خلال الخبرة الاجتماعية، في ثنائيي اللغة في وقت مبكر، وليس من خلال الاستعداد الوراثي. وهكذا، تشير الأبحاث إلى أن بنية الدماغ البشري تتم إعادة صياغتها من خلال تجربة اكتساب لغة ثانية.  
وتتوافق هذه النظرية أيضًا مع الأدلة المتزايدة التي تشير إلى أن الدماغ البشري يتغير هيكليًا بسبب المتطلبات البيئية. على سبيل المثال، ثبت أن البنية تتغير كنتيجة للتعلم في المجالات المستقلة عن اللغة.  
أما فيما يتعلق باللدونة البنيوية الناجمة عن ثنائية اللغة، فقد ثبت مؤخراً أن ثنائيي اللغة، مقارنة بأحاديي اللغة، لديهم كثافة متزايدة من المادة الرمادية في القشرة الحزامية الأمامية (ACC). القشرة الحزامية الأمامية هي بنية في الدماغ تساعد الأشخاص على مراقبة أفعالهم وهي جزء من نظام التحكم الانتباهي والتنفيذي. يمتلك ثنائيو اللغة زيادة في المادة الرمادية في هذه المنطقة من الدماغ لأنهم يراقبون لغاتهم باستمرار من أجل تجنب التداخلات اللغوية غير المرغوب فيها من اللغة غير المستخدمة. ويؤدي الاستخدام المستمر للقشرة الحزامية الامامية بدوره إلى حدوث تأثيرات عصبية بلاستيكية. قد يكون هذا هو نفس السبب وراء كون ثنائيي اللغة أسرع من أحاديي اللغة في العديد من مهام التحكم في الانتباه. 

## الحبسة أو فقدان القدرة على النطق ثنائي اللغة
الحبسة الثنائية اللغوية هي شكل محدد من الحبسة التي تؤثر على لغة واحدة أو أكثر من شخص ثنائي اللغة (أو متعدد اللغات). اعتبارا من عام 2001 ، يتم التنبؤ بأربعون وخمسون ألف حالة جديدة من الفاسيا الثنائية اللغة سنوياً في الولايات المتحدة.  العوامل الرئيسية التي تؤثر على نتائج الحبسة الثنائية هي عدد اللغات المتحدثة والترتيب الذي تتعلم فيه - كل من تأثير النمط من الاستخدام اليومي والخبرة في كل لغة قبل بدء الحبسة. يؤثر نوع وشدة الفوضية وموقع وحجم الآفات ، وكذلك مستويات التعليم والكتابة للمريض أيضًا على النتائج الوظيفية لفوضية اللغة الثنائية. 

### التقسيم الجانبي
في السابق، دارت الأبحاث حول الفرضية القائلة بأن اللغة لدى الأفراد ثنائيي اللغة يتم تمثيلها بشكل أكثر تناسقًا في الدماغ، حيث يمكن أن يعزى التمثيل المتماثل في نصفي الدماغ إلى التوطين التفاضلي للغات. وهكذا، إذا كانت إحدى اللغات ممثلة بكثافة في النصف الأيمن من الدماغ، فيمكن بعد ذلك تمثيلها جزئيًا في موضع مختلف، وكان هذا هو التفسير لبعض أنماط الاسترداد غير المتوازية. وبناءً على دراسات أخرى أجريت على عيوب التواصل المرتبطة بإصابات النصف الأيمن من المخ، يمكننا أن نفترض بأمان أن النصف الأيمن من المخ له أهمية حاسمة في معالجة براجماتية استخدام اللغات. بالنسبة للأشخاص ثنائيي اللغة، فمن المرجح أن يتمكنوا من تعويض فجواتهم في الفهم اللغوي في لغتهم الأضعف من خلال الاعتماد المتزايد على براجماتيتهم. لذلك، فمن المتوقع بشدة أن يتم إشراك استخدام النصف الأيمن من الدماغ للسماح بهذه العملية، وبالتالي دعم فكرة تخصيص اللغات المتعددة. 
هناك وجهتا نظريتان مقترحتان يتم اتباعهما بشكل عام للتعامل مع فقدان القدرة على النطق في ثنائية اللغة. تشير وجهة النظر المحلية الأكثر تقليدية إلى أن فقدان لغة واحدة يحدث لأن لغات المريض ممثلة في مناطق مختلفة من الدماغ أو في نصفي الكرة المخية المختلفة. وهكذا، إذا تضررت منطقة واحدة، فإن اللغة الممثلة هناك فقط هي التي ستعاني، أما المناطق الأخرى فلن تتأثر.  الرأي الثاني هو الرأي الديناميكي لاستعادة اللغة الانتقائية، والذي يقترح أن نظام التمثيل والتحكم في اللغة قد تعرض للخطر نتيجة للضرر.    وتدعم هذه النظرية بيانات التصوير الوظيفي للأشخاص ثنائيي اللغة الطبيعيين، وتؤكد أن الطلاقة في اللغة تُفقد بسبب زيادة عتبة التنشيط. يقدم العرض الديناميكي تفسيرًا للتعافي الانتقائي للغة والعديد من أنماط التعافي المبلغ عنها في فقدان القدرة على النطق ثنائي اللغة (انظر التعافي  ). هناك الكثير من الجدل حول أي نصف من نصفي الكرة المخية يدعم اللغات وأي المناطق العصبية داخل نصفي الكرة المخية تمثل كل لغة داخل الفرد ثنائي اللغة. لا تظهر معظم دراسات التصوير العصبي أي اختلافات جانبية بين المتحدثين أحاديي اللغة والمتحدثين ثنائيي اللغة، مما يدعم الفرضية القائلة بأن اللغات تشترك في بعض مناطق الدماغ، ولكنها تحتوي أيضًا على بعض المناطق العصبية المنفصلة.    لقد ثبت أن تلف النصف الأيمن من المخ يؤدي إلى نفس أنماط العجز المعرفي والتواصلي لدى أحاديي اللغة وثنائيي اللغة؛ ومع ذلك، فقد تبين أن المتحدثين ثنائيي اللغة الذين يعانون من تلف في النصف الأيسر من المخ معرضون لخطر فقدان القدرة على الكلام في حين أن الأفراد أحاديي اللغة ليسوا كذلك. 

### اختبار الحبسة أو فقدان القدرة على الكلام ثنائي اللغة
في الماضي، كان تقييم فقدان القدرة على الكلام لدى الأشخاص ثنائيي اللغة أو متعددي اللغات متاحًا فقط باللغة المستخدمة في المستشفى. كان هذا الأمر مشكلة لأن المحترفين الذين أجروا هذه التقييمات غالبًا ما أساءوا تقدير تقدم تعافي المريض في اللغات غير الأصلية للمتخصصين. ولحل هذه المشكلة، تم تطوير اختبار فقدان القدرة على الكلام ثنائي اللغة (BAT) من قبل ميشيل باراديس وزملائه. تم تطوير الاختبار كأداة لتقييم فقدان القدرة على الكلام بدقة أكبر. يتوفر الاختبار بالعديد من اللغات المختلفة، وهو مصمم ليكون متكافئًا في محتواه، وليس مجرد ترجمات لبعضها البعض. مكونات البناء اللغوي لبعض اللغات لا تترجم مباشرة إلى لغات أخرى (مثلا سلبية في اللغة الإنجليزية). ولذلك، تم تصميم الاختبارات لتكون متكافئة ثقافيا ولغويا. الهدف من الاختبارات هو الوصول إلى نفس المعلومات في لغات مختلفة فيما يتعلق بالأساس المنطقي الذي حفز هذه الإنشاءات. يتكون اختبار BAT من 3 أقسام رئيسية، كل منها مدرج في الجزء أ، والجزء ب، والجزء ج. ويُطلب من المرضى أخذ كل قسم وفقًا لذلك. يتناول الجزء ب أداء اللغة في 4 طرق: السمع، والتحدث، والقراءة، والكتابة. على مستوى الكلمة والجملة والفقرة، يتم اختبار المريض على مستوى المهارة اللغوية (الصوتية، الصرفية، النحوية، المعجمية، الدلالية). يتم استخدام الجزء ج لتقييم قدرة الشخص على ترجمة المواد بين أزواج معينة من اللغات المعروفة لديه. يوجد حاليًا 65 لغة متاحة للجزء ب و160 زوجًا لغويًا متاحًا للجزء ج.  وقد تم أخذ التفاصيل والثقافات المرتبطة بكل لغة في الاعتبار وتم تكييف مواد هذه الأقسام وفقًا لذلك بدلاً من ترجمتها مباشرة.  يأتي بعد ذلك مثال حيث في الزوج الفريولياني والإنجليزي، تضمنت المحفزات الإنجليزية "mat، cat، bat، hat" وتم تمثيل النظير الفريولياني (الذي تضمن 4 كلمات تختلف فقط في صوت أولي واحد) على النحو التالي "'cjoc، c¸oc، poc، toc' (سكران، سجل، هندباء، قطعة)."  يتم تسجيل استجابة المرضى ومعالجتها باستخدام برامج الكمبيوتر التي تشير إلى النسبة المئوية للإجابات الصحيحة لكل مهارة لغوية. وهكذا، باستخدام اختبار BAT، يسمح تقييم فقدان القدرة على الكلام ثنائي اللغة بإجراء مقارنة مباشرة بين المعرفة والأداء لكل لغة من لغات المريض لتحديد شدة فقدان القدرة على الكلام.

### التعافي
لقد لاحظ ألبرت بيترس مفهوم أنماط التعافي المختلفة لأول مرة في عام 1895. منذ ذلك الحين، تم تحديد سبعة أنماط، حيث لاحظ ميشيل باراديس أيضًا التعافي التفاضلي ، والتعافي المتناوب ، والتعافي المتضاد المتناوب ، والتعافي المختلط : 
1. التعافي الانتقائي - تظل لغة واحدة معطلة وتتعافى اللغة الأخرى؛ وتزداد عتبة التنشيط للغة المعوقة بشكل دائم
2. التعافي المتوازي لكلا اللغتين (أي عندما تتحسن كلتا اللغتين المصابتين بنفس الدرجة وفي نفس الوقت)؛
3. التعافي المتتالي (أي عندما يسبق الاسترداد الكامل للغة واحدة استرداد اللغة الأخرى)؛
4. التعافي التفاضلي - يحدث عندما يكون هناك تثبيط أكبر للغة واحدة مقارنة بلغة أخرى
5. التعافي بالتناوب (أي أن اللغة التي تم استردادها أولاً سوف تُفقد مرة أخرى بسبب استرداد اللغة التي لم يتم استردادها أولاً)؛
6. التعافي المتضاد المتناوب - حيث تصبح اللغة التي لم تُستخدم لفترة من الوقت هي اللغة المستخدمة حاليًا (أي أنه في يوم ما يكون المريض قادرًا على التحدث بلغة واحدة بينما في اليوم التالي يكون قادرًا على التحدث باللغة الأخرى فقط)؛ و
7. التعافي المختلط - الاختلاط المرضي بين اللغتين (أي اختلاط عناصر اللغتين بشكل لا إرادي أثناء إنتاج اللغة)

تنشأ هذه الأنماط بسبب حالة الركيزة الدماغية. وقد اقترحت الأبحاث أن السبب في ذلك ليس هو تدمير الركيزة الدماغية جسديًا، ولكن بسبب حالتها الضعيفة التي أدت إلى أشكال مختلفة من التثبيط. وقد ارتبط هذا الضعف في النظام بفكرة زيادة التثبيط، والتي تحدث عندما ترتفع عتبة التنشيط لهذا النظام بشكل غير طبيعي بسبب الضرر. ويؤدي هذا إلى تثبيط اللغات بطرق مختلفة، وبالتالي، ينتج عن ذلك اختلافات في التعافي، وفي بعض الأحيان عدم التعافي، للغات. 
تشير الأبحاث التي تقارن انتشار أنماط التعافي المختلفة عمومًا إلى أن النمط الأكثر شيوعًا للتعافي هو التعافي المتوازي، يليه التعافي التفاضلي، والمختلط، والانتقائي، والمتتالي.  فيما يتعلق بالاسترداد التفاضلي، فقد ثبت أن الاسترداد الأفضل للفقرة L1 أكثر شيوعًا قليلاً من الاسترداد الأفضل للفقرة L2. 
في عام 1977، اقترح أنه عندما يتم الجمع بين تأثيرات العمر والكفاءة وسياق الاكتساب ونوع ثنائية اللغة، يمكن التنبؤ بشكل صحيح بنمط التعافي لدى المصابين بالحبسة اللغوية الثنائية.  وقد تم الإبلاغ مؤخرًا عن أن حالة اللغة (مدى تكرار استخدام اللغة مقارنة باللغات الأخرى)، ونوع الآفة أو موقعها، والسياق الذي استخدمت فيه اللغات، ونوع فقدان القدرة على الكلام، والطريقة التي لا تستطيع بها اللغة التنبؤ بأنماط التعافي بشكل موثوق. 
مقارنة مع المتحدثين باللغة الواحدة، أثبتت أن المتحدثين بالألغات الثنائية لديهم تعافي أفضل بعد الإصابة بالسكتة الدماغية. وكما هو الحال مع مرضى الزهايمر، أظهرت المرضى الثنائي اللغة الذين عانوا من السكتة الدماغية الكيميائية أن لديهم نتيجة إدراكية أفضل التي يعتقد الباحثون أنها يرجع إلى احتياط إدراكي أعلى.  هذا الزيادة في الاحتياطي المعرفي قد يعزى إلى زيادة المادة الرمادية في الأفراد الثنائي اللغة. بما أن الأفراد الثنائي اللغة يتعين عليهم دائماً تغيير اللغة وتثبيتها، فإن الدماغ أكثر تعتادًا على تدريب الدماغ وقد تمكنت من تحسين أفضل المساحة التي تستخدمها. تدريب الدماغ أدى الباحثين إلى الاعتقاد بأنه عامل يساعد المرضى الذين يعانون من السكتة الدماغية على التعافي بشكل أسرع وأفضل. وبالتالي، يمكن للأفراد الثنائيين اللغة الاستفادة أكثر من إعادة التأهيل بعد الإصابة بالسكتة الدماغية مقارنة بالمرضى المتعددين اللغة لأن الدماغ لديه قدرة أكبر على التبديل البلاستيكي الذي يسمح بتغيير أفضل في الدماغ بعد الإصابت الدماغية. كما أن مرضى السكتة الدماغية (المتجانسين) الذين يعانون من الفوضى يؤدون بشكل أفضل في المهام المعرفية الأخرى التي تقيس الاهتمام وقدرة تنظيم والحصول على المعلومات. ويعزى هذا مرة أخرى إلى زيادة المادة الرمادية لأنه يشارك في التحكم في الإدراك وظائف إدراكية أعلى التي هي أكثر وجودا في اللغات الثنائية. هذا أمر ذي صلة لأن في بعض المرضى تُعرض تلقائيّة اللغة لضغوط، وترتبط ارتباطاً كبيراً بآفات الغنجليات القاعدية والقشرة الوعائية الأمامية. على الرغم من أنه من غير المألوف أن يفقد المرضى تلقائيات اللغة الأولى ، فقد ارتبطت إصابة الغدد القاعدية بالفقدان من تلقائية اللغة ، والتي تناسب دور الغدد القاعدة في الأداء الحركي والإدراكي الآلي.  اكتساب اللغة في سن متأخرة يغير خريطة اللغة في الدماغ لأن اللغات لا تتداخل. يبدو أن هذا الفرق في الخرائط هو عامل مساهم في التعافي للمرضى الذين يعانون من الفوضى الثنائية اللغة لأن هناك مناطق مقيدة للغة الثانية التي تكرس للغة الأولى. 
ومع ذلك، فقد تبين أيضًا أن عمر اكتساب المعلومات يشكل عاملًا في درجة تعافي مرضى السكتة الدماغية بسبب الاختلافات في رسم اللغة وكمية المادة الرمادية المتطورة. أظهرت الدراسات أن مرضى السكتة الدماغية قادرون على الاستفادة بشكل أكبر من إعادة التأهيل والتعافي بشكل أسرع إذا اكتسبوا مهارة جديدة تتطلب قدرة معرفية عالية بسبب التدريب الدماغي الأكثر شمولاً. وهذا ينطبق أيضًا على المرضى الذين اكتسبوا مهارة جديدة في سن متأخرة. ومع ذلك، فإن مرضى السكتة الدماغية الذين اكتسبوا مهارة (لغة ثانية في هذه الحالة) في وقت مبكر لديهم فرصة أعلى للتعافي من أولئك الذين اكتسبوا هذه اللغة في وقت لاحق. ويرجع ذلك مرة أخرى إلى زيادة مساحة المادة الرمادية التي طورها أولئك الذين اكتسبوا المهارات في وقت مبكر.

## الدماغ ثنائي اللغة
ثنائيو اللغة هم الأفراد الذين يتقنون لغة الإشارة واللغة المنطوقة . لقد أصبح تأثير هذه التجربة اللغوية على الدماغ مقارنة بمناطق الدماغ لدى أحاديي اللغة أو ثنائيي اللغة من اللغات المنطوقة محل اهتمام بحثي مؤخرًا، ولكنه يستخدم الآن لتوفير رؤى حول التكامل النحوي والتحكم اللغوي لدى ثنائيي اللغة.  أظهرت فحوصات التصوير المقطعي بالإصدار البوزيتروني لرجل يبلغ من العمر 37 عامًا، أيمن اليد، ثنائي اللغة (لغة الإشارة الإنجليزية والأمريكية) يعاني من تلف في الفص الجبهي الأيسر، أدلة على زيادة نشاط نصف الكرة الأيمن مقارنة بالضوابط الطبيعية أثناء التوليد التلقائي للسرد باللغتين الإنجليزية والأمريكية (ASL).  توصلت الأبحاث باستخدام التصوير بالرنين المغناطيسي الوظيفي إلى أن إظهار لغة الإشارة للصم والبكم الذين يستخدمون لغة الإشارة وإظهار اللغة الإنجليزية المكتوبة لغير الصم والبكم يعمل على تنشيط مناطق اللغة الكلاسيكية في نصف الكرة الأيسر في كلتا الحالتين.  تقارن الدراسات في هذا المجال بشكل عام سلوك أو نشاط الدماغ لدى المتحدثين أحاديي اللغة الذين يسمعون بشكل طبيعي، والصم وراثيًا، ومستخدمي لغة الإشارة الأصليين، والثنائيي اللغة الذين يسمعون بشكل طبيعي. وباستخدام التصوير الوظيفي بالأشعة تحت الحمراء القريبة ( fNIR )، قام كوفيلمان (2009) بمقارنة أداء ونشاط الدماغ لهذه المجموعات الثلاث في مهام تسمية الصور. وجد الباحثون أنه على الرغم من أن الأداء في جميع المجموعات كان متشابهًا، إلا أن التصوير العصبي كشف أن ثنائيي اللغة أظهروا شدة إشارة أكبر داخل المناطق الصدغية الخلفية (منطقة فيرنيك) أثناء استخدام اللغتين بالتناوب السريع مقارنةً باستخدامهم لغة واحدة فقط. 

### الذاكرة العاملة
كشفت دراسات التصوير المقطعي بالإصدار البوزيتروني عن منطقة عصبية للذاكرة العاملة خاصة بنمط اللغة للغة الإشارة (والتي تعتمد على شبكة من التنشيط الصدغي الثنائي، والجداري الثنائي، والنشاط الحركي الأمامي الأيسر)، بالإضافة إلى اختلاف في تنشيط المخيخ الأيمن في ثنائيي اللغة ثنائيي النمط بين وقت الإشارة أو التحدث. وقد تم العثور على تشابهات في التنشيط في منطقة بروكا، ويسبب الاسترجاع الدلالي أنماطًا مماثلة من التنشيط في الفص الجبهي السفلي الأيسر الأمامي. إن نمط تنشيط الفص الجداري الثنائي للغة الإشارة يشبه النشاط العصبي أثناء المهام البصرية المكانية غير اللفظية. 

### التعرف على الوجه
أظهرت الأبحاث أن تجربة لغة الإشارة واللغة الشفهية لدى ثنائيي اللغة لها تأثيرات منفصلة على أنماط التنشيط داخل الثلم الصدغي العلوي عند التعرف على تعابير الوجه. يخدم الثلم الصدغي العلوي، الذي يقع في الفص الصدغي من الدماغ، مجموعة متنوعة من العمليات الاجتماعية. تتضمن بعض هذه العمليات الاجتماعية إدراك اللغة أو القدرة على محاكاة التقدم العقلي للآخرين (نظرية العقل). توصلت دراسة التصوير بالرنين المغناطيسي الوظيفي التي أجراها دين ب، وكولدوين ك، وكانويشر ن، وساكس ر إلى أن الوظيفة الإدراكية الأولى المنسوبة إلى الثلم الصدغي العلوي هي فهم اللغة.  بالإضافة إلى ذلك، لا يظهر الأشخاص الذين يسمعون لغة الإشارة (الأفراد الذين يستطيعون سماع لغة الإشارة والتحدث بها) نشاطًا قويًا في الجانب الأيسر للتعرف على تعبيرات الوجه كما هو الحال لدى الأشخاص الصم الذين يستخدمون لغة الإشارة. من الأسباب المحتملة لذلك أن معظم دراسات معالجة الوجه التي أجريت على البشر أظهرت تحفيزًا أقوى في النصف الأيمن من الدماغ مقارنة بالنصف الأيسر.  يشير هذا إلى أن تجربة لغة الإشارة والصمم يمكن أن تؤثر على التنظيم العصبي للتعرف على تعابير الوجه. 